# Probstmayria vivipara
Probstmayria vivipara är en rundmaskart som först beskrevs av Probstmayr 1865.  Probstmayria vivipara ingår i släktet Probstmayria och familjen Cosmocercidae. Inga underarter finns listade i Catalogue of Life.